# Karl Millöcker
Karl Joseph Millöcker, bądź Carl Joseph Millöcker (ur. 29 kwietnia 1842 w Wiedniu, zm. 31 grudnia 1899 w Baden) – austriacki kompozytor, flecista i dyrygent. Znany głównie dzięki swoim operetkom. Najbardziej znane z nich są Student żebrak (Der Bettelstudent) – z wątkiem polskim oraz Gasparone.

## Życie i twórczość
Karl Millöcker urodził się w Wiedniu jako syn złotnika. Od najmłodszych lat widoczny był u niego talent muzyczny dlatego ukończył on studia z fortepianu oraz teorii muzyki na Konserwatorium Wiedeńskim. Jego wielki talent flecisty zauważył Franz von Suppé i zatrudnił młodego muzyka w teatrze w orkiestrze Josefstadt, gdzie Karl grał od 16 do 20 roku życia. Suppé pomógł mu objąć stanowisko kapelmistrza w Teatrze Thalia w Grazu. Tam Millöcker stworzył swoje pierwsze jednoaktowe operetki w roku 1865 zatytułowane Der tote Gast i Die lustigen Binder W następnym roku po krótkim epizodzie dyrygentury w Theater an der Wien, przeniósł się on do teatru Harmonie gdzie odniósł pierwszy sukces jako kompozytor operetkowy w 1867 roku dzięki dziełu Diana. Następnie przeniósł się on do Budapesztu, gdzie stworzył  Fraueninsel pod wpływem bardzo znanego wtedy Jacques’a Offenbacha. Po zmianie dyrekcji powrócił on do Theater an der Wien na okres 13 lat od roku 1869 aż do roku 1882. Dopiero jednak Zaklęty zamek (Das verwunschene Schloss"), który miał premierę  w roku 1878 przyniósł mu większy sukces. Z kapelmistrzostwa zrezygnował w 1882 i w tym samym roku premierę miało dzieło dzięki któremu Millöcker zyskał prawdziwą sławę i uznanie czyli  Student żebrak (Der Bettelstudent).
Do najbardziej znanych operetek jego autorstwa  poza Zaklętym zamkiem oraz Studentem żebrakiem można zaliczyć: Apajune, duch wodny (Apajune, der Wassermann; 1880), Niewiniątko z Belle Ville (Jungfrau von Belle Ville; 1881), Hrabina Dubarry (Grafin Dubarry; 1879), Gasparone (1884), Biedny Jonatan (Der arme Jonathan; 1890), Wiceadmirał (Der Vizeadmiral; 1886), Siedmiu Szwabów (Sieben Schwaben; 1887), Dziecko szczęścia (Das Sonntagskind; 1892), Pocałunek na próbę (Der Probekuss; 1894).
Millöcker uznawany jest za czołowego kompozytora operetkowego tzw. złotego okresu operetki wiedeńskiej. Wiele jego dzieł zostało zaaranżowanych jako walce, polki i marsze. Do dziś utwory Millöckera goszczą repertuarach wiedeńskich orkiestr.